# Land- und Forstwirtschaftliches Register
Das Land- und Forstwirtschaftliche Register (LFR) ist ein österreichisches Datenbanksystem mit Informationen über land- und forstwirtschaftliche Einheiten in Österreich, das der Statistik dient und von Statistik Austria geführt und gewartet wird.
Das System beinhaltet Daten über alle in der land- und forstwirtschaft tätigen Einheiten in Österreich, unabhängig von deren Größe oder Beschäftigungsverhältnissen. Als land- und/oder forstwirtschaftliche Einheit im Sinne des LFR gilt eine Einheit dann, wenn land- und/oder forstwirtschaftliche Produktion stattfindet, Dienstleistungen für die Land- und/oder Forstwirtschaft erbracht werden, Schlachthöfe und Weinhändler. Den Ursprung nimmt das LFR im Jahr 1970 und wurde in den 1980er Jahren mehrmals adaptiert. Seit 2007 existiert eine neue überarbeitete Version des LFR.
Zu den wesentlichen inhaltlichen Merkmalen zählen Betriebsnummer, Adresse und Name der Einheit, sowie Informationen zu Flächen- und/oder Tierbeständen aus Erhebungen und administrativen Datenquellen. Es dient in erster Linie zur vollständigen Erfassung aller land- und forstwirtschaftlichen Einheiten in Österreich sowie der korrekten Auswahl und Adressierung der Erhebungsmasse bei Vollerhebungen und Stichproben.
Außerdem ist das LFR Grundlage für das Land- und forstwirtschaftliches Betriebsinformationssystem (LFBIS), da im LFR die land- und forstwirtschaftlichen Betriebsnummern, sowie deren Bewirtschafter geführt und gewartet werden.
Die Betriebsnummern, von der Statistik Austria in der Standard-Dokumentation als LFBIS-Nummer bezeichnet, sind Teil des Genusstauglichkeits- und Identitätskennzeichens. Für Österreich stellt die Kommunikationsplattform VerbraucherInnengesundheit eine Sammlung von Betriebslisten zur Verfügung, das Verbrauchergesundheitsinformationssystem der Statistik Austria veröffentlicht thematisch geordnete Listen der zugelassenen Betriebe u. a. für Lebensmittel (mit Namen des Betriebs, Anschrift und Betriebsnummer, dort als Zulassungsnummer bezeichnet).